# Agía Paraskeví (Amári)
Pour les articles homonymes, voir Agía Paraskeví (homonymie).
Agía Paraskeví, en grec moderne : Αγία Παρασκευή, est un village du dème d'Amári, au sud-est du district régional de Réthymnon de la Crète, en Grèce. Selon le recensement de 2011, la population d'Agía Paraskeví compte 124 habitants.
Le village est situé à une distance de 60 km de Réthymnon et à une altitude de 160 mètres.
Le village est le lieu de naissance de Stylianós Pattakós.

## Source de la traduction
- (el) Cet article est partiellement ou en totalité issu de l’article de Wikipédia en grec moderne intitulé « Αγία Παρασκευή Αμαρίου Ρεθύμνης » (voir la liste des auteurs).